# Leica M9
La Leica M9 è la seconda versione digitale (dopo la M8 e la M8.2) della classica serie M a telemetro, cinquantennale dinastia di fotocamere che condividono le ottiche con baionetta LM. 
La M9 è prodotta della Leica camera AG, viene presentata il 9 settembre del 2009, ed è disponibile in due finiture: antracite (10705) e laccata nera (10704). Il sensore CCD è in formato Leica (36 x 24 mm), sviluppato dalla Kodak, ed è il modello KAF-18500 da 18,5 megapixel. In bundle con la fotocamera viene offerta una licenza di Adobe Lightroom per il trattamento dei DNG.
Il 21 giugno 2011 è stata annunciata la Leica M9-P destinata ad affiancare e non sostituire la M9. La Leica M9-P si differenzia dalla Leica M9 per l'assenza del bollino rosso, la copertura del display in vetro di zaffiro resistente ai graffi e l'incisione sulla calotta superiore che riporta la dicitura 'Leica LEICA CAMERA AG GERMANY'.
Dal settembre 2010 è disponibile nella edizione speciale M9 "Titanium", in tiratura limitata di 500 pezzi, una riprogettazione con la collaborazione del designer italiano Walter De Silva, costruita in titanio e con diverse altre differenze tecniche.